# Slovak International 2005
Die Slovak International 2005 im Badminton fanden vom 6. bis zum 9. Oktober 2005 in Bratislava im National Tennis Centre (NTC) in der Príkopova 6 statt. Das Preisgeld betrug 2.500 Euro.

## Finalergebnisse
| Disziplin    | Sieger                              | Finalist                           | Ergebnis        |
| ------------ | ----------------------------------- | ---------------------------------- | --------------- |
| Herreneinzel | Przemysław Wacha                    | Ville Lång                         | 12:15 15:9 15:9 |
| Dameneinzel  | Petya Nedelcheva                    | Kamila Augustyn                    | 11:2 11:9       |
| Herrendoppel | Peter Zauner Jürgen Koch            | Łukasz Moreń Wojciech Szkudlarczyk | 15:10 15:3      |
| Damendoppel  | Nadieżda Kostiuczyk Kamila Augustyn | Imogen Bankier Emma Mason          | 15:7 15:3       |
| Mixed        | Jan Fröhlich Hana Milisová          | Adam Cwalina Małgorzata Kurdelska  | 15:4 15:1       |